# Список музеев Гродненской области
Список музеев Гродненской области Беларуси:
Примечание: в скобках указана посещаемость.
- Аптека-музей в Гродно
- Волковысский военно-исторический музей им. П. Багратиона (16,8 тыс. чел.)
- Дом-музей Адама Мицкевича (21,3 тыс. чел.)
- Дятловский государственный историко-краеведческий музей
- Гудевичский государственный литературно-краеведческий музей
- Гродненский государственный историко-археологический музей (150 тыс. чел.)
- Гродненский государственный музей истории религии
- Дом-музей Франтишка Богушевича
- Дом-музей Э. Ожешко
- Ивьевский музей национальных культур(6,8 тыс. чел.)
- Историко-архитектурный музей
- Кореличский краеведческий музей «Земля и люди»
- Лидский историко-художественный музей
- Мостовский музей «Лес и человек» (5,9 тыс. чел.)
- Музей Максима Богдановича
- Новогрудский историко-краеведческий музей (13 тыс. чел.)
- Ошмянский краеведческий музей им. Ф. К. Богушевича
- Свислочский историко-краеведческий музей
- Слонимский районный краеведческий музей (25 тыс. чел.)
- Сморгонский историко-краеведческий музей
- Усадьба Михаила Клеофаса Агинского в Залесье